# خودکشی در کامرون
خودشکی در کامرون در ۱۰ سال گذشته به شدت افزایش داشته و این تازه در حالی است که گردآوری آمار خودکشی به سبب تابو بودن آن در بیش‌تر مناطق آفریقا از جمله کشور کامرون دشوار است. خودکشی در این کشور در حال توسعه به سبب سازوکارهای خانوادگی و روابط خویشاوندی یک معضل به حساب می‌آید. با وجود آنکه دولت هیچ آماری از میران دقیق خودکشی در این کشور ارائه نمی‌کند، اما به طور قطع و اثبات شده می‌توان دلایل آمار بالای خودکشی در این کشور را به اختلال افسردگی اساسی و ترس از ایدز مربوط دانست.
بر اساس قانون کامرون، خودکشی یا صحبت از آن در اخبار جرم نیست اما صحبت از خودکشی خردسالان جرم محسوب می‌شود. این کشور به شدت از کم‌بودن بودجه در زمینه درمان اختلال‌های منجر به خودکشی رنج می‌برد. طبق گزارش سازمان بهداشت جهانی، تنها ۲ بیمارستان روانپزشکی و ۱۱۵ تخت برای نزدیک به ۱۹٫۹ میلیون تن کامرونی در نظر گرفته شده است. کامرون نظامی برای درمان بیماری‌های روانی ندارد.
بر پایه پژوهشی از ۱۹۹۹ تا ۲۰۰۸ توسط وزارت بهداشت این کشور، رایج‌ترین روش خودکشی، مسمومیت با آفت‌کش‌ها و از جمله دلایل آن بیماری لاعلاج (۳۱٫۹٪)، تضادهای جنسی و ازدواج (۲۵٫۵٪)، افسونگری (۱۴٫۹٪) و مشکلات مالی(۸٫۵٪) بوده‌اند. بر پایه این پژوهش، خودکشی امری غیرعادی نیست و اینکه در کامرون اصلاً به سلامت روان توجه نمی‌شود.